# Kyūjitai
Kyūjitai (Shinjitai: 新字体; Kyūjitai: 旧字体, 舊字體; „stara forma pisma”) – tradycyjna forma znaków kanji używana w Japonii przed 1947 rokiem. Uproszczony odpowiednik kyūjitai to shinjitai. Przed uchwaleniem listy znaków kanji Tōyō, kyūjitai znane było jako seiji (jap. 正字 „prawidłowe znaki”) lub seijitai. Pomimo tego, że po uchwaleniu listy znaków kanji Tōyō stały się przestarzałe, w druku można je było spotkać jeszcze w latach pięćdziesiątych z powodu konieczności wymiany maszyn drukarskich i przystosowania ich do nowych znaków. Kyūjitai nadal występuje w niektórych nazwiskach (patrz: jinmei).